# Danh sách đĩa đơn quán quân năm 1945 (Mỹ)
Đây là danh sách đĩa đơn đứng đầu của Hoa Kỳ trong năm 1940, được xuất bản trong tạp chí âm nhạc Billboard. Trước khi bảng liệt kê Hot 100 được phát hành chính thức vào tháng 8/1958, bảng xếp hạng Billboard đưa ra các đánh giá khác nhau vào mỗi tuần. Năm 1940, có ba loại bảng xếp hạng:
1. Bán chạy nhất (Bestseller) - Bảng xếp hạng các đĩa đơn bán chạy nhất tại các đại lý bán lẻ, dựa trên thông tin cung cấp bởi các cửa hàng được khảo sát trên toàn Hoa Kỳ.
2. Phát trên làn sóng phát thanh (được các DJ sử dụng nhiều nhất) - Bảng xếp hạng các bài hát được phát thanh trên hầu hết các đài phát thanh Hoa Kỳ, dựa trên thông tin cung cấp bởi các DJ và các đài phát thanh.
3. Jukebox (được các máy phát nhạc tự động Jukebox mở nhiều nhất[1]) - Bảng xếp hạng các bài được chơi nhiều nhất bằng máy jukeboxe trên toàn nước Mỹ.

Dưới đây là các bài hát đứng đầu bảng xếp hạng Bán chạy nhất:
| Ngày phát hành | Bài hát                                     | Nghệ sĩ                             | Nguồn |
| -------------- | ------------------------------------------- | ----------------------------------- | ----- |
| 6 tháng 1      | "Don't Fence Me In"                         | Bing Crosby và The Andrews Sisters  |       |
| 13 tháng 1     | "Don't Fence Me In"                         | Bing Crosby and The Andrews Sisters |       |
| 20 tháng 1     | "Don't Fence Me In"                         | Bing Crosby and The Andrews Sisters |       |
| 27 tháng 1     | "Don't Fence Me In"                         | Bing Crosby and The Andrews Sisters |       |
| 3 tháng 2      | "Don't Fence Me In"                         | Bing Crosby and The Andrews Sisters |       |
| 10 tháng 2     | "Don't Fence Me In"                         | Bing Crosby and The Andrews Sisters |       |
| 17 tháng 2     | "Rum and Coca-Cola"                         | The Andrews Sisters                 |       |
| 24 tháng 2     | "Rum and Coca-Cola"                         | The Andrews Sisters                 |       |
| 3 tháng 3      | "Rum and Coca-Cola"                         | The Andrews Sisters                 |       |
| 10 tháng 3     | "Rum and Coca-Cola"                         | The Andrews Sisters                 |       |
| 17 tháng 3     | "Rum and Coca-Cola"                         | The Andrews Sisters                 |       |
| 24 tháng 3     | "Rum and Coca-Cola"                         | The Andrews Sisters                 |       |
| 31 tháng 3     | "Rum and Coca-Cola"                         | The Andrews Sisters                 |       |
| 7 tháng 4      | "My Dreams Are Getting Better All the Time" | Les Brown                           |       |
| 14 tháng 4     | "My Dreams Are Getting Better All the Time" | Les Brown                           |       |
| 21 tháng 4     | "My Dreams Are Getting Better All the Time" | Les Brown                           |       |
| 28 tháng 4     | "My Dreams Are Getting Better All the Time" | Les Brown                           |       |
| 5 tháng 5      | "My Dreams Are Getting Better All the Time" | Les Brown                           |       |
| 12 tháng 5     | "My Dreams Are Getting Better All the Time" | Les Brown                           |       |
| 19 tháng 5     | "My Dreams Are Getting Better All the Time" | Les Brown                           |       |
| 26 tháng 5     | "Sentimental Journey"                       | Les Brown                           |       |
| 2 tháng 6      | "Sentimental Journey"                       | Les Brown                           |       |
| 9 tháng 6      | "Sentimental Journey"                       | Les Brown                           |       |
| 16 tháng 6     | "Sentimental Journey"                       | Les Brown                           |       |
| 23 tháng 6     | "Sentimental Journey"                       | Les Brown                           |       |
| 30 tháng 6     | "Sentimental Journey"                       | Les Brown                           |       |
| 7 tháng 7      | "Sentimental Journey"                       | Les Brown                           |       |
| 14 tháng 7     | "Sentimental Journey"                       | Les Brown                           |       |
| 21 tháng 7     | "Sentimental Journey"                       | Les Brown                           |       |
| 28 tháng 7     | "On the Atchison, Topeka and the Santa Fe"  | Johnny Mercer                       |       |
| 4 tháng 8      | "On the Atchison, Topeka and the Santa Fe"  | Johnny Mercer                       |       |
| 11 tháng 8     | "On the Atchison, Topeka and the Santa Fe"  | Johnny Mercer                       |       |
| 18 tháng 8     | "On the Atchison, Topeka and the Santa Fe"  | Johnny Mercer                       |       |
| 25 tháng 8     | "On the Atchison, Topeka and the Santa Fe"  | Johnny Mercer                       |       |
| 1 tháng 9      | "On the Atchison, Topeka and the Santa Fe"  | Johnny Mercer                       |       |
| 8 tháng 9      | "On the Atchison, Topeka and the Santa Fe"  | Johnny Mercer                       |       |
| 15 tháng 9     | "Till the End of Time"                      | Perry Como                          |       |
| 22 tháng 9     | "Till the End of Time"                      | Perry Como                          |       |
| 29 tháng 9     | "Till the End of Time"                      | Perry Como                          |       |
| 6 tháng 10     | "Till the End of Time"                      | Perry Como                          |       |
| 13 tháng 10    | "Till the End of Time"                      | Perry Como                          |       |
| 20 tháng 10    | "Till the End of Time"                      | Perry Como                          |       |
| 27 tháng 10    | "Till the End of Time"                      | Perry Como                          |       |
| 3 tháng 11     | "Till the End of Time"                      | Perry Como                          |       |
| 10 tháng 11    | "Till the End of Time"                      | Perry Como                          |       |
| 17 tháng 11    | "Chickery Chick"                            | Sammy Kaye                          |       |
| 24 tháng 11    | "It's Been a Long, Long Time"               | Harry James                         |       |
| 1 tháng 12     | "It's Been a Long, Long Time"               | Harry James                         |       |
| 8 tháng 12     | "It's Been a Long, Long Time"               | Bing Crosby with The Les Paul Trio  |       |
| 15 tháng 12    | "Chickery Chick"                            | Sammy Kaye                          |       |
| 22 tháng 12    | "It's Been a Long, Long Time"               | Harry James                         |       |
| 29 tháng 12    | "Chickery Chick"                            | Sammy Kaye                          |       |